# Santità

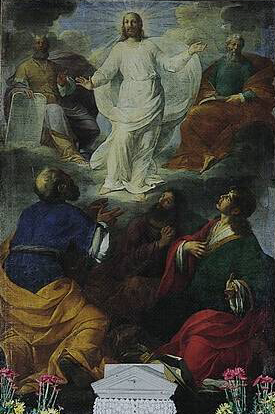
Trasfigurazione di Cristo (Girolamo Scaglia)

Con la parola santità si intende generalmente una condizione di vita ritenuta come il punto d'arrivo di un cammino interiore e spirituale, secondo il punto di vista di una religione specifica, o di un sistema di valori morali.
Anche se riferita ad un modello particolare di condotta, ovvero ad un concetto di perfezione e di realizzazione dell'uomo che dipende dai contenuti dottrinali di ogni singola religione, nella valutazione della santità di una persona si pone quasi esclusivamente in rilievo il suo operato e il suo atteggiamento pratico:
(Arthur Schopenhauer, Il mondo come volontà e rappresentazione, 1859 )

## La santità nel Cristianesimo
Per il Cristianesimo il modello di riferimento è Gesù Cristo, per cui la santità corrisponde nell'avvicinarsi il più possibile all'esperienza di vita, interiore, religiosa e morale, di Gesù Cristo.
Nella tradizione cristiana si è espresso questa santità in maniere diverse:
- Sequela di Cristo: è lo stesso Gesù che predica questo concetto.
- Imitazione di Cristo, in voga al tempo della devotio moderna.
- Abbracciare la croce insieme a Cristo.
- Vita in Cristo, soprattutto nell'ambito dell'Oriente cristiano; fondamentale a questo proposito è l'opera omonima di Nicola Cabasila.

## La santità in filosofia
Per Kant, che appartiene a una concezione religiosa di stampo sostanzialmente deista, derivata dal pietismo, la santità si raggiunge con il progressivo adeguamento della nostra volontà ai dettami dell'imperativo categorico, che consistono in richieste assolute e incondizionate, necessarie e giustificate come un fine in se stesso, tali da denotare la loro autorità universalmente, in qualsiasi circostanza. Un esempio di formulazione è il seguente:
- Agisci in modo che la massima della tua volontà possa sempre valere nello stesso tempo come principio di legislazione universale.[2]

Kant cercò di esplicitare i comandi dell'imperativo categorico in altre forme, in modo da evidenziare l'esclusione di secondi fini in tutto ciò che si fa, ad esempio:
- Agisci in modo da trattare l'umanità, tanto nella tua persona quanto nella persona di ogni altro, sempre nello stesso tempo anche come un fine, e mai unicamente come un mezzo.[2]

Soggiacendo così a principi universali, l'io diventa il protagonista del Regno dei Fini, cioè del mondo sovrasensibile, dove ogni persona è il fine delle azioni degli altri. La virtù consiste in questo sforzo di soggiacervi, sebbene non si tratti di un'imposizione che viene dall'esterno, perché è un comando che la ragione stessa dell'uomo si dà. Nel conformarsi all'imperativo universale categorico, dunque, l'uomo vive la dimensione della libertà, che si manifesta nell'obbedienza alla legge morale che lui stesso si è dato.
Mentre infatti nel mondo naturale della pura ragione egli è vincolato dalle leggi fenomeniche di causa-effetto, in quanto creatura razionale appartiene anche al cosiddetto noumeno, cioè il mondo com'è in sé indipendentemente dalle nostre sensazioni o dai nostri legami conoscitivi: in questo mondo la ragion pratica non è vincolata che da se stessa.
A causa però dell'impossibilità di raggiungere il Regno dei Fini con le sole nostre forze, è necessario un «completamento soprannaturale» tramite la grazia divina. Kant introduce a questo proposito il concetto di male radicale, ossia un'inclinazione e una tendenza congenita al male, che non può essere né distrutta né estirpata, ma che fa parte della natura umana.
Ciò nonostante, l'uomo ha il dovere di realizzare la "perfezione morale" tendendo a Dio, perché l'uomo santo «è il solo gradevole a Dio». Sebbene Dio farà in modo che si realizzi il suo regno anche sulla terra, «non è permesso all'uomo di restare inattivo e di lasciar fare alla Provvidenza [...]. Il compito degli uomini di buona volontà è "che venga il regno di Dio e sia fatta la sua volontà sulla terra"».